# 村山直之
村山 直之（むらやま なおゆき、1965年 - ）は、フリーアナウンサー。東京都練馬区出身。法政大学卒。
群馬テレビを退社した1991年からフリーとして活動。テレビ埼玉の公営競技情報番組「レースダイジェストBACHプラザ」の初代キャスター。その後、ビッグトゥディ(CX)・ワイド!スクランブル(ANB)などで情報系のリポーターとして活動。TOKYO FM（エフエム東京）では報道情報のアナウンサーとしてニュースやスポーツを担当。
秋田朝日放送の夏の高校野球中継『夢球場』では開局以来実況を担当。その他、東京MXテレビなどの高校野球中継で実況を担当。